# Dreamgirls
Dreamgirls és una pel·lícula estatunidenca de 2006, dirigida per Bill Condon. La pel·lícula guanyà l'Oscar a la millor actriu secundària per a Jennifer Hudson i a la millor edició de so, la qual va estar a càrrec de The Underdogs.

## Argument
La història narra l'ascens, a finals dels anys 60 i principis dels 70, d'un trio vocal femení de R&B format a Detroit, les Dreamettes (en una dissimulada al·lusió a The Supremes, d'on va sorgir Diana Ross). Aquest grup, format per Deena Jones (Beyoncé Knowles), Effie White (Jennifer Hudson) i Lorrell Robinson (Anika Noni Rose), participa en un concurs de talents on són descobertes per un mànager anomenat Curtis Taylor (Jamie Foxx) que els ofereix treballar juntament amb James Early (Eddie Murphy), un cantant destacat en aquests anys. El germà de l'Effie, C.C. White (Keith Robinson), és el compositor de les cançons d'Early i el trio. En Curtis realitza alguns canvis i la Deena es converteix en la cantant principal del grup alhora que l'Effie és apartada i reemplaçada per la Michelle Morris (Sharon Leal). El nou grup anomenat The Dreams amb la Deena al cap es converteix en un èxit arreu del món. Tot i això, diversos successos porten el grup a adonar-se que la fama i els diners no són el que més importa, i l'Effie tornarà a incorporar-s'hi.

## Repartiment
- Jamie Foxx: Curtis Taylor, Jr
- Beyoncé Knowles: Deena Jones
- Eddie Murphy: Jimmy "Thunder" Early
- Jennifer Hudson: Effie Melody White
- Danny Glover: Marty Madison
- Anika Noni Rose: Lorrell Maya Robinson
- Keith Robinson: C.C. White
- Sharon Leal: Michelle Morris
- Hinton Battle: Wayne